# Salutování

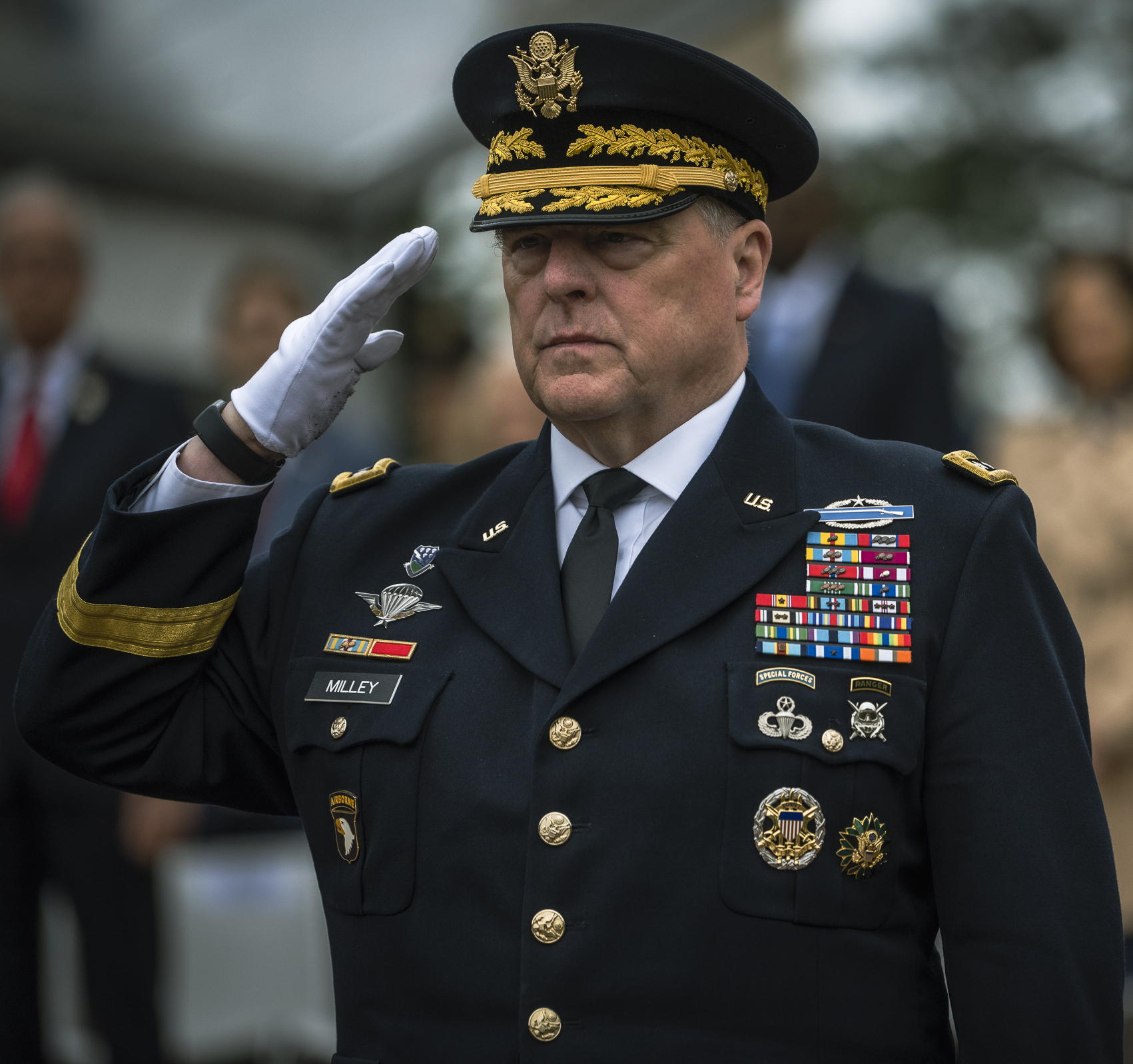
Salutující generál Americké armády Mark Milley, 2023

Salutování (z latinského saluto; zdravit, vzdávat poctu) je specifický druh vojenského pozdravu, který provádí vždy jeden konkrétní voják (nebo i jiný příslušník vojensky organizované instituce či sboru) za pomocí své paže. Salutování se v mnoha zemích světa obvykle provádí napnutou pravou rukou, kterou si voják přiloží buďto ke štítku své vojenské čepice (nebo jiné standardní pokrývky hlavy) případně pouze k pravému spánku své hlavy. Tento pozdrav je tradičním projevem vzdávání úcty vůči nadřízeným, vyšším vojenským hodnostem a funkcím, státní vlajce, státní hymně, nejvyšším státním představitelům, případně úcty k zemřelé osobě apod. Konkrétní podrobnosti k přesnému provádění vojenských pozdravů obvykle stanovují vojenské řády a předpisy.

## Historie
Podoba a význam salutování se vyvíjely po staletí. Jeho původ lze vystopovat k obecné lidské potřebě projevit při setkání mírumilovnost – typicky podáním pravé ruky na důkaz, že v ní není zbraň. V antickém Římě měla obdobný význam vztyčená pravá paže s otevřenou dlaní obrácenou k druhé osobě, čímž se rovněž symbolicky deklarovala absence nepřátelských úmyslů. Dnešní podoba vojenského pozdravu – přiložení pravé ruky s nataženými prsty ke štítku pokrývky hlavy – vznikla relativně pozdě. Předchůdcem tohoto pozdravu bylo sejmutí pokrývky hlavy, gesto vyjadřující úctu a podřízenost. Ve středověku tak rytíři symbolicky odhalovali hlavu sejmutím přílby, aby naznačili přátelské úmysly. Podobně mušketýři zdravili sejmutím klobouku, často doprovázeným ceremoniální úklonou. Od 17. století, po zavedení lehčích mušket bez opěrné vidlice, se pozdrav prováděl držením zbraně kolmo vzhůru, což mělo vyjadřovat připravenost ke vzdání zbraně ve prospěch zdraveného. U jízdy se vyvinul pozdrav tasením šavle či palaše, spojený s otočením hlavy ke zdravenému. Současná podoba salutování se ustálila zejména v souvislosti se změnami vojenské výstroje na přelomu 18. a 19. století. Původní gesto smeknutí třírohého klobouku nahradilo symbolické přiložení pravé ruky k jeho rohu. Po zavedení pevných pokrývek hlavy (např. čák, přileb nebo kožešinových medvědic s podbradníkem) přestalo být sejmutí praktické a nová forma pozdravu postupně převládla. Na území českých zemí byla tato podoba pozdravu oficiálně zavedena v roce 1808. V širším evropském kontextu bylo její rozšíření spojeno především s obdobím napoleonských válek. Od 19. století se způsob salutování v podstatě nezměnil. Přestože v minulosti existovaly různé kombinace – například salutování levou rukou při současném tasení šavle – dnešní forma vojenského pozdravu zůstává prakticky shodná a slouží i nadále jako výraz formální úcty, disciplíny a vojenské identity.

## Výjimky
- V ozbrojených silách Spojených států je podporován zvyk (není zakotven ve vojenském protokolu nebo zákoně) salutovat nositeli Medaile cti, bez ohledu na jeho hodnost (tzn. pokud je nositelem Medaile cti poddůstojník nebo člen mužstva a střetne se s důstojníkem, anebo i generálem. Tak zvyk praví, aby důstojník pozdravil onoho nositele Medaile cti jako první, protože tím vyjadřuje úctu tomuto muži a jeho mimořádným činům.). Také je zvykem salutovat nositeli Medaile cti i v případě, že není v uniformě.
- Za války se v některých případech (např. Korejská válka) upouští od salutování, pokud bylo podezření, že oblasti působí nepřátelský odstřelovač. Jedním z hlavních cílů vojenských odstřelovačů je likvidace nepřátelských důstojníků, čímž dochází k dezorganizaci a demoralizaci nepřátelských jednotek a nepřátelský útvar bez velení ztrácí efektivnost. Už od časů americké občanské války tak důstojníci vyvíjí snahy, aby co nejlépe skryli svoji přítomnost a identifikaci, ať už zakrýváním svých hodností, oblékáním poddůstojnické uniformy s důstojnickými hodnostmi (např. důstojníci wehrmachtu za 2. světové války byli snadno identifikovatelní, protože jejich uniformy zhotovené na zakázku byli z mnohem kvalitnější látky než měli jejich podřízení, kteří měli uniformy často z eráru) či averzí vůči salutování.

## Česko
V České republice se salutováním zdraví příslušníci ozbrojených sil a uniformovaných bezpečnostních sborů a rovněž tímto gestem vzdávají poctu. Pozdrav je směrován jak vůči osobám (nadřízeným, kolegům, představitelům státu), tak vůči symbolům a událostem, které mají zvláštní ceremoniální význam. Všichni příslušníci jsou povinni se při vzájemném setkání zdravit. Obecně platí, že pozdrav vždy zahajuje osoba s nižší hodností nebo postavením, případně mladší služebně. S pokrývkou hlavy se ruka přikládá ke spánku – prsty jsou natažené, dlaň v jedné linii s předloktím, nadloktí je vodorovné. Bez pokrývky hlavy se zdraví otočením hlavy k osobě nebo symbolu, případně zaujmutím základního postoje a očním kontaktem. Pokud má příslušník v rukou předměty, zdraví výhradně otočením hlavy. Pokud seřazená jednotka vzdává poctu, obvykle salutuje pouze velitel. Salutuje se například:
- prezidentu republiky a dalším nejvyšším ústavním činitelům,
- státní vlajce České republiky, zejména při jejím vztyčování, snímání nebo nesení v čele průvodu,
- při hraní státní hymny nebo hymny cizího státu na oficiálních akcích,
- při přítomnosti čestné zástavy nebo bojového praporu,
- při pietních aktech, u památníků padlých nebo při průjezdu smutečního průvodu.

Specifickým případem je silniční kontrola, kdy vnitřní předpisy Policie ČR vyžadují, aby po zastavení vozidla hlídka pozdravila řidiče vojenským způsobem a současně občanským pozdravem.
| „                                              | Voják, má-li nasazenu pokrývku hlavy, činnost při pozdravu provede tak, že otočí hlavu ve směru pozdravu s mírně přizvednutou bradou a současně přiloží pravou ruku k pokrývce hlavy; prostředník se dotýká pokrývky hlavy nad spánkem, prsty jsou semknuty, palec přitažen, dlaň je v jedné přímce s předloktím, nadloktí je vodorovné, částečně vpředu; levá ruka je připažena. | “ |
| — Cvičební řád Ozbrojených sil České republiky | |   |

| „                                       | V tvaru zdraví rukou jen velitel tvaru. Pozdrav velitele tvaru rukou se provádí tak, že pravou ruku přiloží nejkratší cestou k hlavě do výše horní třetiny čela, přičemž se prostředník dotýká pokrývky hlavy nad spánkem. Prsty jsou semknuté (palec je přitažen k dlani), dlaň je v jedné přímce s předloktím, nadloktí je vodorovné, poněkud vpředu. | “ |
| — Cvičební řád jednotek požární ochrany | |   |

## Další země
Způsob provádění salutování se liší mezi zeměmi a někdy i mezi jednotlivými složkami dané země. Vojáci některých armád, např. ve Francii, Velké Británii a Belgii, mají při pozdravu dlaň otočenu dopředu. V Polsku zdraví od roku 1918 přiložením dvou natažených prstů jako připomínka vojenské přísahy. Příslušníci španělské republikánské armády se zdravili přiložením sevřené pěsti k pravému spánku.

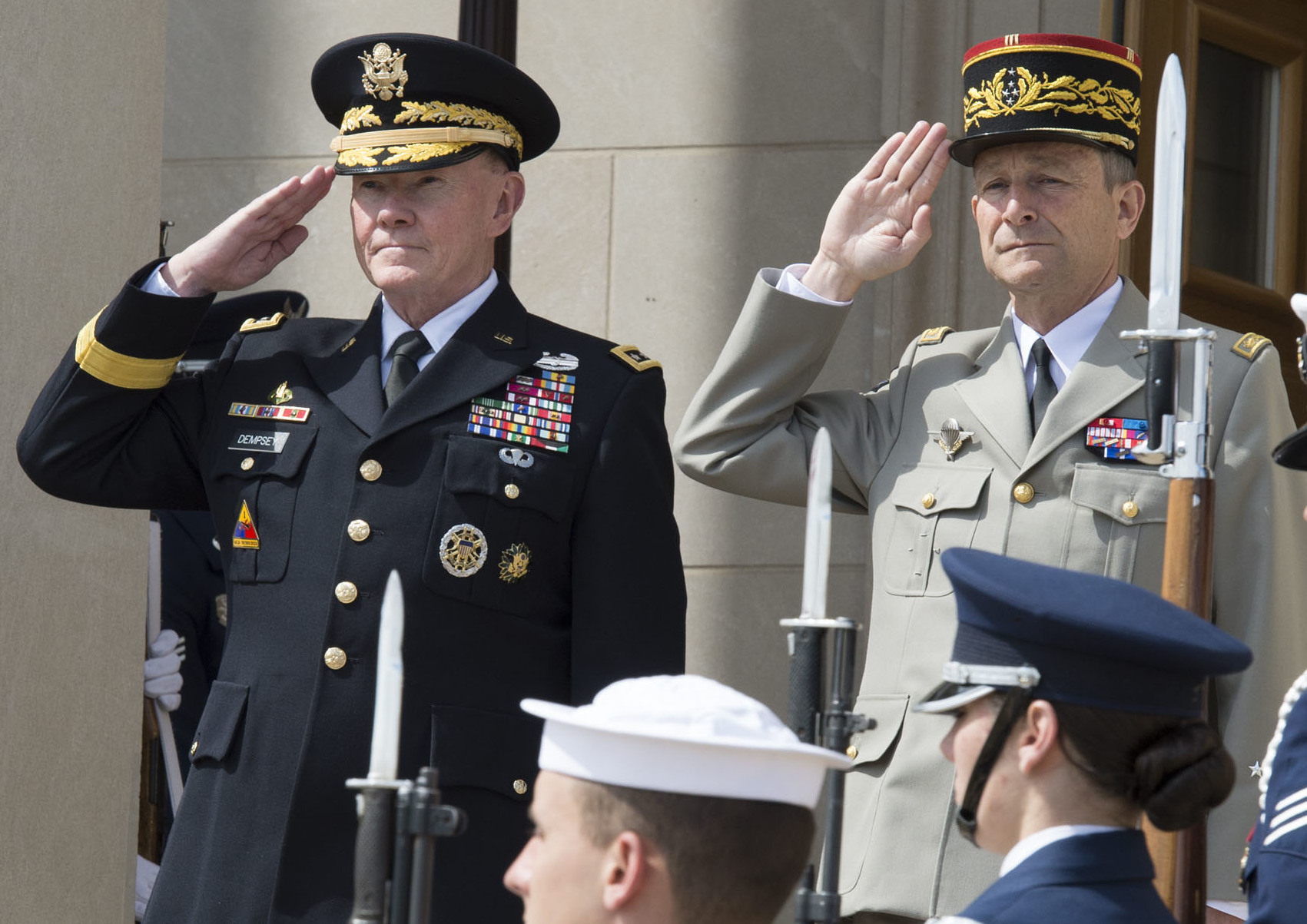
Americký generál Martin Dempsey (vlevo) a francouzský generál Pierre de Villiers (vpravo), 2014
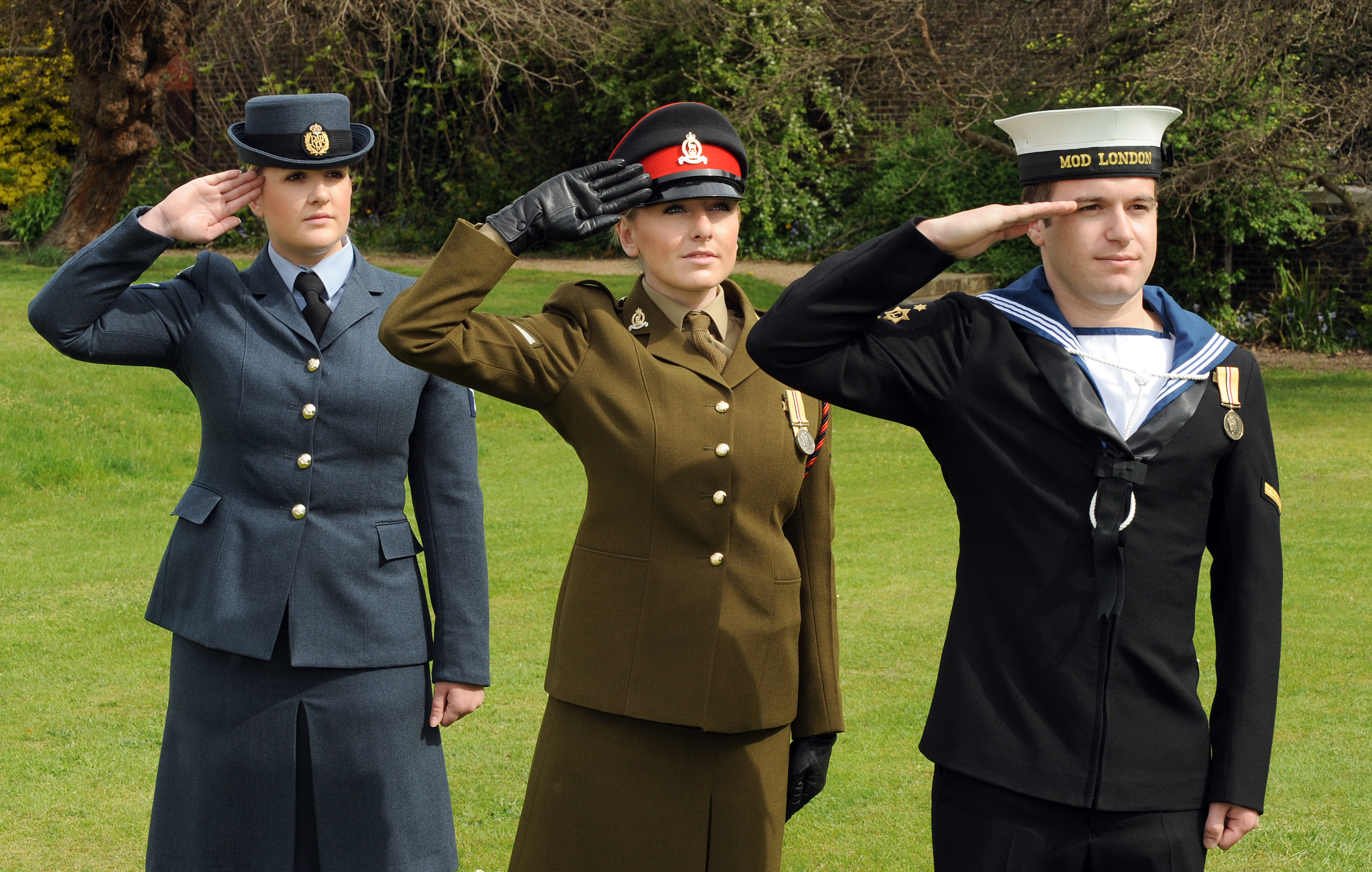
Salutování v britských ozbrojených silách (zleva): Královské letectvo, Královská armáda a Královské námořnictvo
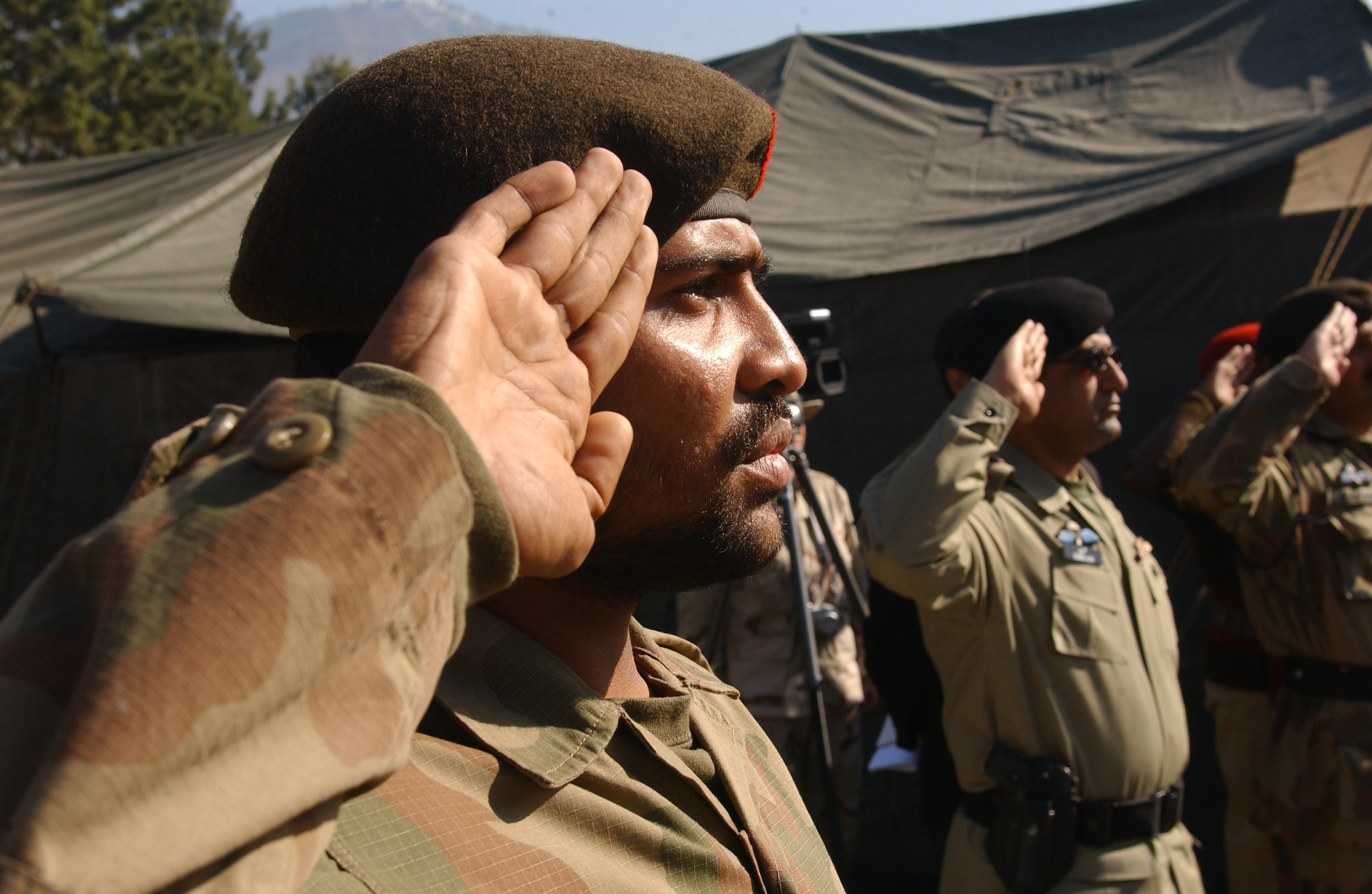
Salutující vojáci Pákistánu
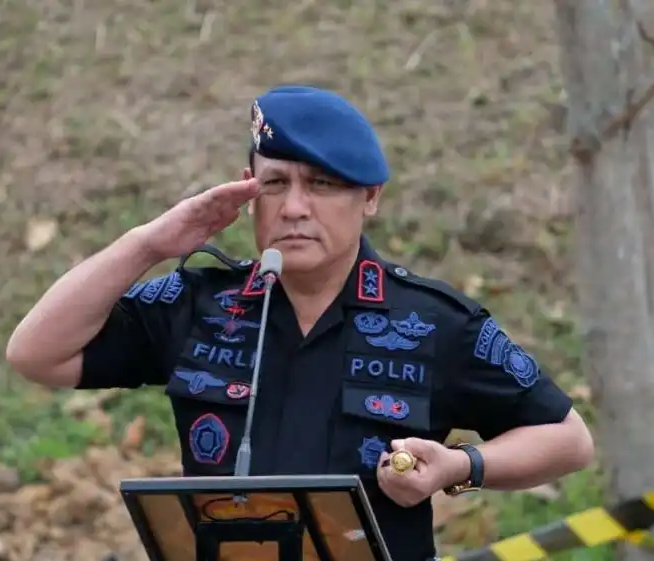
Salutující inspektor policie v Indonésii
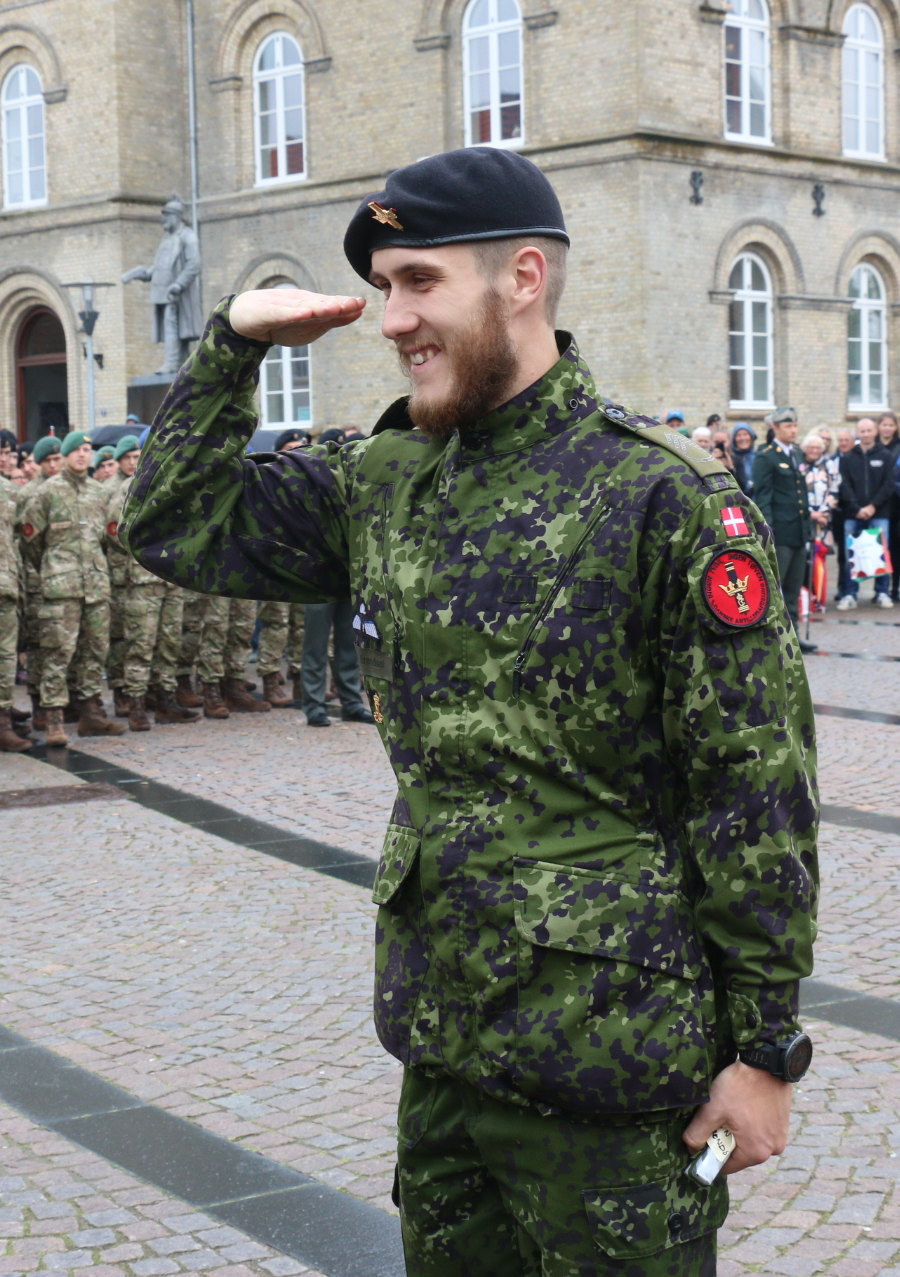
Salutující voják dánské armády
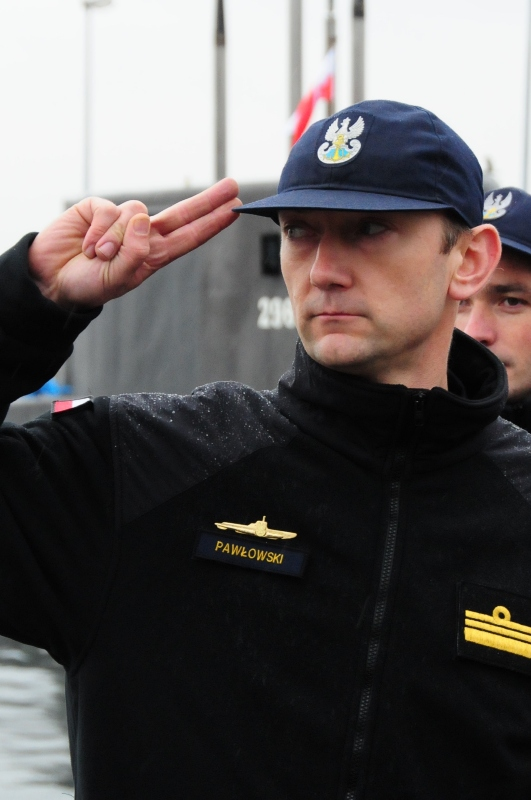
Salutující polský námořník